# Stratford Tony
Stratford Tony est une paroisse civile et un village du Wiltshire, en Angleterre.